# Catherina van Guise
Catherina-Maria van Guise (Joinville, 18 juli 1551 - Parijs, 5 mei 1596) was een Franse prinses uit het huis Guise en ze speelde een leidende rol in de Heilige Liga tijdens de Hugenotenoorlogen.

## Biografie
Catherina-Maria van Guise werd geboren als de oudste dochter van Frans van Guise en Anna d'Este en ze was een jongere zus van Hendrik I van Guise. In 1570 trouwde ze met Lodewijk III van Bourbon-Vendôme, maar hij overleed al in 1582. Hun huwelijk was kinderloos gebleven en ook na zijn dood zou Catherina niet meer hertrouwen. Nadat het Verdrag van Nemours op 7 juli 1585 werd getekend suggereerde koning Hendrik III van Frankrijk dat Catherina moest huwen met zijn favoriet Jean Louis de Nogaret de La Valette. De Franse schrijvers, en haar tijdgenoten, Jacques-Auguste de Thou en Pierre de L'Estoile omschreven haar als de "gouvernante van de Liga in Parijs" en zagen haar als de minister van propaganda van de Heilige Liga. In januari 1588 vroeg koning Hendrik III of Catherina Parijs wilde verlaten, vanwege haar oppositie tegen hem. Zelf zou ze hierover opgemerkt hebben dat ze meer voor de Liga bereikt had dan enig leger had gedaan.
Op 13 mei 1588 viel de Bastille waarop Hendrik III moest vluchten naar zijn kasteel van Blois en nam haar broer Hendrik I  de macht over in Parijs. Vanuit zijn verblijf in Blois zorgde Hendrik III ervoor dat haar broers Hendrik I en Lodewijk werden vermoord op 23 en 24 december 1588. Het jaar daarop werd de Franse koning Hendrik III vermoord en werd hij opgevolgd door Hendrik van Navarra. In 1593 trachtte Catherine van Guise door middel van een bijeenkomst van de Staten-Generaal om haar jongste broer Karel van Mayenne tot koning te laten verkiezen. Deze poging mislukte echter.
Nadat Parijs zich op 22 maart 1594 overgaf aan de nieuwe koning van Frankrijk stuurde hij Catherine een bericht waarin hij haar begroette en haar meldde dat ze onder zijn bescherming stond. Ze verbleef vervolgens korte tijd in het kasteel van Saint-Germain-en-Laye en ze overleed in 1596 in Parijs.